# Renanthera
Renanthera – rodzaj roślin z rodziny storczykowatych (Orchidaceae). Obejmuje 22 gatunki występujące w południowo-wschodniej Azji i na wyspach zachodniego Pacyfiku w takich krajach i regionach jak: Asam, Archipelag Bismarcka, Borneo, Kambodża, południowo-centralne i południowo-wschodnie Chiny, wschodnie Himalaje, Hajnan, Jawa, Laos, Malezja, Mjanma, Nowa Gwinea, Filipiny, Wyspy Salomona, Celebes, Sumatra, Tajlandia, Wietnam. Przedstawiciele rodzaju są epifitami lub litofitami rosnącymi w lasach na wysokościach do 1400 m n.p.m. Renanthera citrina występuje także jako roślina naziemna, wśród traw i zarośli, na wysokościach 400–800 m na Sumatrze.

## Morfologia
KwiatyKwiaty jaskrawoczerwone lub pomarańczowe, czasem żółte z czerwonymi plamkami lub jaskrawofioletowe.

## Systematyka
Rodzaj sklasyfikowany do podplemienia Aeridinae w plemieniu Vandeae, podrodzina epidendronowe (Epidendroideae), rodzina storczykowate (Orchidaceae), rząd szparagowce (Asparagales) w obrębie roślin jednoliściennych.
Wykaz gatunków
- Renanthera annamensis Rolfe
- Renanthera auyongii Christenson
- Renanthera bella J.J.Wood
- Renanthera breviflora (Rchb.f.) R.Rice & J.J.Wood
- Renanthera caloptera (Rchb.f.) Kocyan & Schuit.
- Renanthera chanii J.J.Wood & R.Rice
- Renanthera citrina Aver.
- Renanthera coccinea Lour.
- Renanthera cornuta R.Rice
- Renanthera dentata R.Rice
- Renanthera elongata (Blume) Lindl.
- Renanthera histrionica Rchb.f.
- Renanthera imschootiana Rolfe
- Renanthera isosepala Holttum
- Renanthera matutina Lindl.
- Renanthera moluccana Blume
- Renanthera monachica Ames
- Renanthera philippinensis (Ames & Quisumb.) L.O.Williams
- Renanthera porphyrodesme (Schltr.) Kocyan & Schuit.
- Renanthera pulchella Rolfe
- Renanthera storiei Rchb.f.
- Renanthera vietnamensis Aver. & R.Rice